# Jianjialong
Jianjialong (kinesiska: 简家陇, 简家陇乡) är en socken i Kina. Den ligger i provinsen Hunan, i den södra delen av landet, omkring 170 kilometer sydväst om provinshuvudstaden Changsha. Antalet invånare är 37758. Befolkningen består av 18 110 kvinnor och 19 648 män. Barn under 15 år utgör 22,0 %, vuxna 15-64 år 62 %, och äldre över 65 år 14,0 %.
Genomsnittlig årsnederbörd är 1 592 millimeter. Den regnigaste månaden är maj, med i genomsnitt 235 mm nederbörd, och den torraste är oktober, med 45 mm nederbörd.